# Либман, Марсель
Марсель Либман (фр. Marcel Liebman, 1929—1986) — бельгийский общественный деятель-марксист польско-еврейского происхождения, профессор политологии и социологии в обоих Брюссельских свободных университетах (нидерландскоязычном и франкоязычном), генеральный секретарь Бельгийско-палестинской ассоциации.
Его старший брат Анри был схвачен гестаповцами и не вернулся из Освенцима. В 1962—1967 был редактором еженедельного журнала «La Gauche», а в 1968—1973 годах — журнала «Mai», основателем которого он являлся. Либман был в числе первых инициаторов израильско-палестинского диалога.

## Произведения
- Leninism Under Lenin (Merlin Press, 1973).
  - Ленинизм при Ленине. — М.: Прогресс, 1974. — 83 с. Рассылается по специальному списку.